# 속독
속독(速讀)은 이해와 기억에 몰두하지 않고 읽기 속도를 빠르게 읽어나가는 읽기의 한 방식이다. 여기에는 덩이짓기, 하위 발성(subvocalization)을 포함한다. 현실적으로는 읽기의 종류에 "일반 속도"와 "빠른 속도"의 절대적 구분은 없다. 그 까닭은 모든 독자들은 속독에 쓰이는 기법들(이를테면 한 글자 한 글자에 집중하지 않고 낱말을 식별, 모든 낱말을 소리내어 읽지 않음, 사소한 것들은 지나치며 읽기 등)을 일부 사용하기 때문이다. 속독의 특징은 속도와 이해 간 균형을 맞추는 분석이며 연습에 따라 이러한 속도를 개선할 수 있다.

## 속독 훈련 프로그램
속독 능력을 향상시키기 위해 이용가능한 수많은 속독 훈련 프로그램에는 서적, 영상물, 소프트웨어, 세미나를 포함한다.

## 같이 보기
- SQ3R
- 통독 (읽기)
- 음독
- 묵독
- 정독
- 미독
- 발췌해서 읽기